# Долинина, Наталья Григорьевна
Ната́лья Григо́рьевна Доли́нина (1928, Ленинград — 1979, там же) — советский филолог, педагог, писательница и драматург. Член Союза Писателей СССР. Дочь литературоведа Г. А. Гуковского.
В 1963 выступала в защиту поэта Иосифа Бродского, несправедливо обвинённого в тунеядстве.
В 1975 в популярной книге «Дорогие родители!» затронула, в частности, тему важности сексуального воспитания подростков — за четыре года до появления новаторской работы И. С. Кона «Психология юношеского возраста».
Была замужем за филологом Константином Аркадьевичем Долининым. Племянник — Александр Алексеевич Долинин (род. в 1947), филолог, историк литературы.

## Труды
- «Прочитаем „Онегина“ вместе» (1968), 2-е изд. 1971.
- «Печорин и наше время» — Л., Детская литература,1970[3], 2-е изд. — 1975.
- "По страницам «Войны и мира» — Л., Детская литература, 1973. — 256 с.; 2-е изд. — 1978; 3-е изд. — 1989.
- «Предисловие к Достоевскому». — Л., Детская литература, 1980.

### Художественные произведения
- Пьеса «Они и мы» (1962). Поставлена в 1962 году Московским ТЮЗом, в 1964 году Центральным детским театром (реж. Анатолий Эфрос), в 1966 году Рижским ТЮЗом, а в 1967 году Омским ТЮЗом.
- «Мы с Серёжкой близнецы» — М., Советская Россия,1962; 2-е изд. — 1971.
- «Разные люди» — Л., Лениздат, 1976
- автобиографическая повесть «[www.belousenko.com/books/dolinina/dolinina_father.htm Отец]» (1974).

### Публицистика
- «Мои ученики и их родители» — М.,1959.
- «Человек — людям» — М., Московский рабочий, 1961.
- «Против эгоизма и эгоистов». — Л., Лениздат, 1961
- «Сколько стоит хлеб» — Л., Советский писатель,1963.
- «Взрослые или дети?» — М., Знание, 1965.
- «Звание мужчины» — Свердловск, 1970
- «Дорогие родители!» — Л., Лениздат, 1975.
- «Просто размышления». — Л., Детская литература, 1977.
- «Первые уроки» (1988)

### Сценарии
- Перевод с английского (1972, фильм, соавтор)